# Nellica revaughanii
Nellica revaughanii (sin. Phyllanthus revaughanii), biljna vrsta iz porodice filantusovki čija se staništa nalaze na stjenovitim obalama Francuskih razbacanih otoka (Europa, Juan de Nova) i Maskarena (Réunion i Mauricijus)
Po životnom obliku je hamefit.
Godine 2022. ova vrsta je prebačena iz roda Phyllanthus u rod Nellica

## Sinonimi
- Phyllanthus revaughanii Coode; Kew Bull. 33(1): 120 (1978), nom. nov.
- Phyllanthus longifolius Lam. ex Poir.; Encycl. 5: 303 (1804), nom. illeg.
- Diasperus longifolius (Lam. ex Poir.) Kuntze; Revis. Gen. Pl. 2: 599 (1891)